# ザ・ベスト・イズ・イェット・トゥ・カム
「ザ・ベスト・イズ・イェット・トゥ・カム」（The Best Is Yet to Come）は、サイ・コールマンがキャロリン・リーの歌詞に作曲した1959年発表の曲。 クインシー・ジョーンズ指揮の下、カウント・ベイシー伴って1964年のアルバム「イット・マイト・アズ・ウェル・ビー・スウィング」にフランク・シナトラが収録した。 1995年2月25日にシナトラが公の場で歌った最後の曲であり 、シナトラの墓石には「ベスト・イズ・イット・トゥ・カム」という言葉が刻まれている。 シナトラの収録によって認知されるようになったが、この曲はトニー・ベネットのために書かれ、紹介されたという。 
シナトラによって録音される前に、この曲のデビューは、ヒュー・ヘフナーのプレイボーイのペントハウスバラエティ番組でサイ・コールマンによって歌われ、演奏された。

## 主な録音アーティスト
- トニー・ベネット
- トニー・ベネット&ダイアナ・クラール
- フランク・シナトラ
- ボブ・ディラン
- チャカ・カーン
- サラ・ヴォーン
- ナンシー・ウィルソン
- マイケル・ブーブレ
- マット・ダスク
- リサ・スタンスフィールド
- ブロッサム・ディアリー
- ペギー・リー
- ジェイムズ・ダレン
- エラ・フィッツジェラルド